# Marokańska Islamska Grupa Bojowa
Marokańska Islamska Grupa Bojowa, GICM (Groupe Islamique Combattant Marocain) – salaficka organizacja terrorystyczna powiązana z Al-Ka’idą. GICM jest jedną z kilku północnoafrykańskich grup terrorystycznych, które powstały w Afganistanie podczas rządów talibów. Organizacja i jej członkowie zostali powiązani z kilkoma atakami terrorystycznymi, w tym z zamachami bombowymi w Casablance z 2003 roku, w których zginęły 33 osoby, a ponad 100 zostało rannych, i zamachami w Madrycie z 2004, w których zginęło 191 osób, a ponad 2000 zostało rannych. Uważa się, że walka z licznymi komórkami organizacji w Europie od tego czasu znacznie ograniczyła możliwości GICM. 

## Historia

### Początki
GICM została założona w latach 90. XX wieku przez rekrutów marokańskich szkolących się w obozach szkoleniowych Al-Ka’idy w Afganistanie. Do jej powstania przyczynili się też uczestnicy radzieckiej interwencji w Afganistanie. Organizacja była odłamem Harakat al-Islamiya al-Maghrebiya al-Mukatila (HASM) i Shabiba al-Islamiya. Głównym celem GICM było ustanowienie państwa islamskiego w Maroku. Grupa pozyskiwała środki finansowe z działalności przestępczej, takiej jak rabunki, wymuszenia, fałszowanie dokumentów, handel narkotykami czy handel bronią. Jedna z komórek powiązanych z grupą była odpowiedzialna za zabicie dwóch hiszpańskich turystów w hotelu Atlas Asni w Marrakeszu w sierpniu 1994. Strategicznym liderem grupy był Ahmed Rafiki (Abou Hodeifa), który był odpowiedzialny za pozyskiwanie i organizację marokańskich bojowników w Afganistanie. 

### Ataki powiązane z GICM
GICM wraz z Al-Ka’idą i jej odłamami została uznana za ugrupowanie terrorystyczne i prawnie zakazana przez Radę Bezpieczeństwa ONZ po atakach z 11 września 2001. GICM powiązano później z kilkoma atakami terrorystycznymi. W 2003 dwunastu zamachowców-samobójców z grupy Salafija Dżihadija było odpowiedzialnych za przygotowanie i przeprowadzenie skoordynowanych zamachów bombowych w Casablance, w wyniku których zginęły 33 osoby. Co najmniej osiem osób skazanych po tym zamachu zostało oskarżonych o członkostwo w GICM. W wyniku akcji marokańskiej policji w 2007 roku aresztowano między innymi Saada Houssainiego – szefa komitetu wojskowego grupy. 
Rok po zamachach w Casablance GICM podejrzewano o organizację zamachów w Madrycie z  2004, a także ponowny zamach bombowy w Casablance w 2007 roku.          

## Stosunki zagraniczne
Poniższe kraje i organizacje oficjalnie uznały Marokańską Islamską Grupę Bojową za organizację terrorystyczną: 
| Kraj/Organizacja  | Data                 | Źródło |
| ONZ               | 10 października 2002 | [ 3 ]  |
| Stany Zjednoczone | 5 grudnia 2002       | [ 2 ]  |
| Wielka Brytania   | 14 października 2005 | [ 12 ] |